# Relationer mellan Danmark och Finland
Relationer mellan Danmark och Finland inleddes på diplomatisk nivå när Danmark erkände Finland den 18 februari 1918, efter Finlands självständighetsförklaring 1917. Danmark har en ambassad i Helsingfors, och Finland har en ambassad i Köpenhamn.. Båda länderna är med i EU, Nato, Nordiska rådet och Östersjöstaternas råd. Nordiska Kulturfonden och finsk-danska kulturfonden stödjer verk av personer från båda länderna.

## Handel
Finlands export- och importförhållanden med Danmark har skiftat med årens lopp. Handelsbalansen visade dock under 2000-talets första årtionde ett finländskt underskott. Under 2008 stärktes Finlands export till Danmark. Värdet av Finlands export till Danmark  uppgick till 1 380 miljarder Euro, och Finlands import från Danmark uppgick till 1 453 miljarder Euro.

## Besök
Finlands dåvarande statsminister Matti Vanhanen besökte Danmark den 12 oktober 2007. Danmarks dåvarande statsminister Lars Løkke Rasmussen besökte Finland den 10 februari 2010 Östersjötoppmötet.

### Fotnoter
1. ↑  Finlands ambassad i Köpenhamn
2. ↑  Danmarks ambassad i Helsingfors Arkiverad 19 juli 2011 hämtat från the Wayback Machine.